# Duvefjorden
Le Duvefjorden est un fjord de la côte nord-est du Nordaustlandet au Svalbard. 

## Géographie
Il s'étend sur une longueur de 35 km et une largeur de 12 à 13 km.